# Pseudibis davisoni
El ibis de Davison (Pseudibis davisoni) es una especie de ave pelecaniforme de la familia Threskiornithidae en gravísimo peligro de extinción. Sus últimas poblaciones (menos de 250 ejemplares) ocupan varias áreas de Laos, Camboya, Vietnam y la parte indonesia de Borneo. No se reconocen subespecies.